# Vătași, Teleorman
Vătași este un sat în comuna Poeni din județul Teleorman, Muntenia, România. Se află în partea de nord a județului,  în Câmpia Găvanu-Burdea. La recensământul din 2002 avea o populație de 460 locuitori.
Vătași este un sat pitoresc situat în comuna Poeni, județul Teleorman, România. Aflat într-o regiune cu o istorie bogată și o moștenire culturală remarcabilă, satul Vătași este cunoscut atât pentru siturile sale arheologice deosebite, cât și pentru legăturile sale cu figuri istorice importante.

Istorie și Atestare Documentară
Istoria satului Vătași este strâns legată de dezvoltarea întregii regiuni din jurul râului Dâmbovnic. Primele documente scrise care fac referire la acest teritoriu datează din secolul al XVI-lea, însă zona are o vechime mult mai mare, după cum o demonstrează siturile arheologice din apropiere.

• Atestarea în documentele medievale:
Documentele păstrate la Arhivele Nationale ale Romaniei și alte surse istorice menționează pentru prima dată localitățile din această regiune în anul 1441, când Vlad Dracul a emis un document care întărea proprietăți ale Mănăstirii Glavacioc, la doar câțiva kilometri de Vătași.
• Sursa: Arhivele Nationale ale Romaniei.

•Legături cu domnitorii Țării Românești:
Se crede că satul actual își are originile într-o așezare menționată într-un document emis de Vlad Dracul, în care termenul „Vătaf” ar putea face aluzie la Vătași. Mai târziu, numele localităților învecinate, cum ar fi Poeni sau Preajba, apar frecvent în documentele din secolele XVI-XVII.
Conexiuni cu Vlad Călugărul și Casa Regală a Marii Britanii
Un punct de atracție istorică deosebit este legătura indirectă a satului Vătași cu Vlad Călugărul, domnitor al Țării Românești între 1481 și 1495. Mormântul acestuia se află la doar 17 kilometri distanță, la Mănăstirea Glavacioc. Vlad Călugărul este cunoscut pentru contribuțiile sale semnificative la dezvoltarea culturală a regiunii, incluzând fondarea mai multor sate și mănăstiri.
Într-o legătură fascinantă, Regele Charles al III-lea al Marii Britanii este un descendent al familiei lui Vlad Călugărul, ceea ce aduce un prestigiu internațional regiunii și atrage atenția asupra moștenirii istorice a acestui loc.
•Sursa: Istoria Regilor Marii Britanii.

Situl Arheologic de la Vătași – Civilizația Gumelnița
Vătași adăpostește un important sit arheologic, parte a civilizației Gumelnița, una dintre cele mai vechi și avansate civilizații din Europa, datând din perioada 4500–3900 î.Hr..
•Artefacte descoperite:
În situl de la Vătași-Măgura au fost descoperite unelte, vase ceramice și figurine care ilustrează nivelul avansat de dezvoltare tehnologică și culturală al acestei civilizații. Aceste descoperiri oferă o perspectivă unică asupra vieții comunităților preistorice.
•Sursa: Cercetări Arheologice în Teleorman.

•Impactul schimbărilor moderne:
Din păcate, situl arheologic a fost afectat de construcțiile moderne și activitățile economice din zonă, inclusiv extracția petrolului.
•Sursa: Raportul Național Arheologic.
Geografia și Schimbările Peisajului
Peisajul din jurul satului Vătași a evoluat semnificativ de-a lungul timpului. În hărțile habsburgice din 1857, movila arheologică este clar menționată, înconjurată de păduri dense. Totuși, începând cu secolul XX, extinderea drumurilor comunale și dezvoltarea infrastructurii moderne au modificat peisajul natural.
•Sursa: Mapire – Hărțile Habsburgice.
Moștenirea Culturală și Turistică
Vătași se află pe un traseu turistic de interes pentru pasionații de istorie, arheologie și cultură. Proximitatea față de alte obiective importante, precum Mănăstirea Glavacioc, contribuie la dezvoltarea potențialului turistic al regiunii.
•Drumul Sării:
În perioada medievală, zona era traversată de „Drumul Sării,” un traseu comercial important pentru transportul sării de la Ocnele din Târgoviște spre Dunăre.
•Sursa: Istoria Drumurilor Comerciale.
Surse și Referințe
1.Arhivele Naționale ale României – Documente medievale
2.Istoria Mănăstirii Glavacioc
3.Hărțile Habsburgice – Mapire
4.Cercetări arheologice în Teleorman
5.British Monarchy History – Vlad Călugărul și descendenții săi
6.Raportul Național Arheologic – Situri Gumelnița
7.Ghid Turistic Teleorman – Obiective istorice.